# 小行星7114
小行星7114（英語：7114 Weinek）是一颗围绕太阳公转的小行星。1986年11月29日，安東寧·姆爾科斯在克列特发现了此天体。
这颗小行星的绝对星等为91.5274960146069等。